# John Nilson
Pour les articles homonymes, voir Nilson.
John Nilson (né le 9 juillet 1951) est un homme politique provincial canadien de la Saskatchewan. Il représente la circonscription de Regina Lakeview à titre de député du Nouveau Parti démocratique de la Saskatchewan de 1995 à 2016. De plus. il est chef intérimaire néo-démocrate et chef de l'Opposition officielle de novembre 2011 à mars 2013.

## Biographie
Né à Saskatoon, John Nilson étudie à la Pacific Lutheran University, à l'Université d'Oslo, au collège St. Olaf de Northfield dans le Minnesota et à l'Université de la Colombie-Britannique. Il sera par la suite admis au barreau de la Colombie-Britannique en 1978 et celui de la Saskatchewan en 1979.
Élu en 1995, il devient ministre de la Justice et procureur général en novembre 1995. Réélu en 1999, il est transféré au ministère des Crown Investment Corporation et ministre de la Santé en 2001. Présent à ce ministère jusqu'en 2006, il devient le ministre ayant servi le plus longtemps à ce ministère. Réélu en 2003, il devient ministre de l'Environnement en 2006.
Réélu en 2011, mais suivant la défaite des Néo-démocrates et la démission du chef Dwain Lingenfelter, John Nilson est nommé chef par intérim. Son mandat se termine en mars 2013 avec l'élection de Cam Broten.
Nilson annonce ne pas vouloir se représenter pour les élections de 2016 en 2015.